# Saranyu

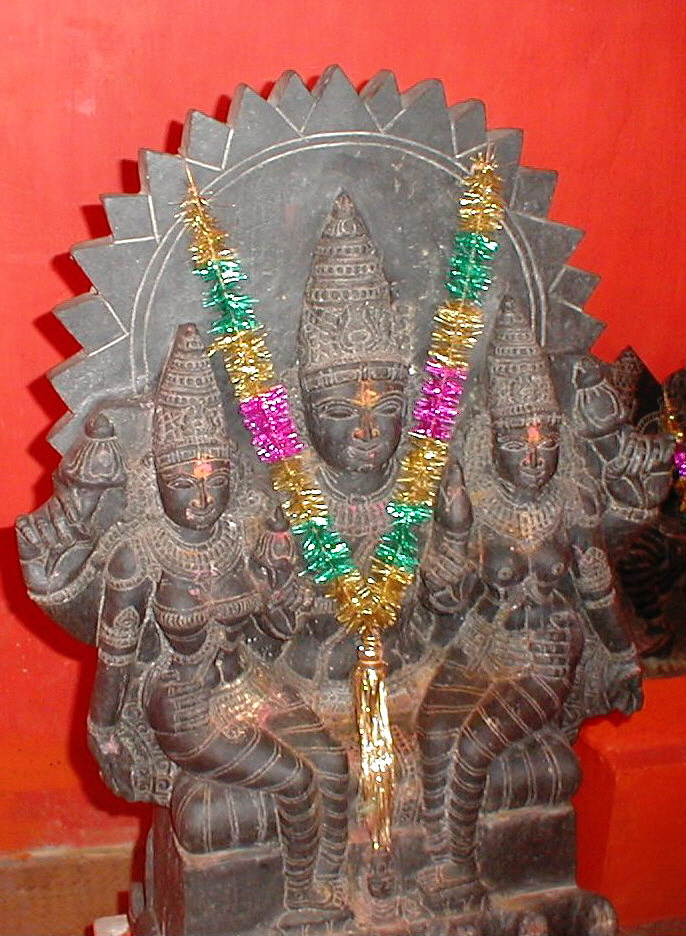
Suria com suas esposas Saraniú (Sangñá) e Chaia.

Na mitologia hindu, Saranyu era a deusa da aurora e das nuvens, e esposa de Suria (o deus do sol).
- saraṇyu, no sistema AITS (alfabeto internacional para a transliteração do sânscrito).
- सरण्यु, em escritura devanágari do sânscrito.
- Pronunciação: /saraniú/.[1]

## Etimologia
Sarayu é a forma feminina do adjetivo saránia, que significa ‘rápido, veloz, ágil’. No Rigveda (o texto mais antigo da literatura da Índia, de mediados de II milênio a. C.) utiliza-se para os rios e o vento (comparar também com Saraiu).
Também lha conhece como Saraniú, Saranya, Saraniya, Sanjña ou Sangya.
No Rigveda (10.17), Saranyu é a filha do sábio Twashtri, e
foi sequestrada. 
A seu esposo Surya deu-se-lhe uma noiva de substituição, chamada de Chaia.
| n.º | sânscrito                        | português                                    |
| --- | -------------------------------- | -------------------------------------------- |
| 1a) | tuasta dujitré vajatúm krinotí   | Twashtri prepara o casamento de sua filha    |
| 1b) | iti idam visuam bhúvanam sam etí | todo mundo escuta a notícia e a preparação.  |
| 1c) | iamasia matá, pariujiámana,      | Mas a mãe de Iama, esposa do grande Surya,   |
| 1d) | majó yaiá vísuasuató nanashá     | desapareceu quando era levada á casa dela.   |
| 2a) | ápagujan amritám mártiebhiah     | Os mortais que esconderam á senhora imortal, |
| 2b) | krituí sávarnam adadur vívasuate | fizeram outra como ela e lha deram a Surya.  |
| 2c) | uta asuínav abharad iat tad asid | Saranyu trouxe-lhe os irmãos Asuin,          |
| 2d) | áyajad ou duá mithuná saraniúh   | e depois abandonou a ambos gémeos.           |

Desde o ponto de vista mítico, Saranyu pode estar relacionada com Helena de Troia (que também foi sequestrada).
Ela é também a mãe de Manu, e dos gêmeos Iama e Iamí.
De acordo com Farnell, o significado do epíteto pode-se encontrar na concepção original de Erinys, que era o de uma deusa-Terra similar a Gaia, pelo que naturalmente lha associa com Deméter, em vez de uma deidade iracunda e vingativa.

## Comparação com Deméter
Às vezes associa-lha com Deméter, a deusa grega da agricultura. De acordo com o indólogo alemão Max Müller e com Adalbert Kuhn, Deméter é a equivalente mitológica da Saraniú, que, se converteu numa égua, foi perseguida por Surya, e se converteu na mãe de Revanta e dos gémeos asvins ―os Castor e Pólux da Índia―.